# آلباسلان قاواقلي أوغلو
آلباسلان قاواقلي أوغلو (بالتركية: Alpaslan Kavaklıoğlu)‏, (ولد: 10 مارس 1962, «بور» في نيدا, تركيا) سياسي تركي. ونائب حالي وسابق في البرلمان التركي لأكثر من دورة ممثلا عن حزب العدالة والتنمية.